# Camilla Herrem
Camilla Herrem (n. 8 octombrie 1986, Sola, Norvegia) este o handbalistă norvegiană care joacă pentru clubul Sola HK și echipa națională a Norvegiei.

## Carieră
Camilla Herrem și-a început cariera la clubul norvegian Sola HK. Joacă și pentru echipa națională a Norvegiei pe postul de extremă stânga.
Pe 22 ianuarie 2014 s-a anunțat că Herrem, al cărei contract cu Byåsen IL expira în vară, a semnat un contract pe un an cu clubul românesc HCM Baia Mare care evoluează în Liga Națională. La sfârșitul sezonului competițional 2014-2015, HCM Baia Mare și handbalista au decis să nu mai continue colaborarea, iar Herrem s-a transferat în Danemarca.

## Palmares
- Liga Campionilor EHF:
  - Finalistă: 2017

- Cupa Cupelor EHF:
  - Câștigătoare: 2016
  - Finalistă: 2007

- Jocurile Olimpice:
  -  Medalie de aur: 2012
  -  Medalie de bronz: 2016, 2020

- Campionatul Mondial IHF:
  -  Medalie de aur: 2011, 2015, 2021
  -  Medalie de argint: 2017
  -  Medalie de bronz: 2009

- Campionatul European:
  -  Medalie de aur: 2008, 2010, 2014, 2016, 2020
  -  Medalie de argint: 2012

## Premii
- Extrema stângă a All-Star Team la Campionatul Mondial: 2009
- Extrema stângă a All-Star Team la Campionatul European: 2016

## Viața personală
Începând din iulie 2013, Herrem este căsătorită cu handbalistul norvegian Steffen Stegavik. În sezonul 2014-2015, el a urmat-o pe Herrem la Baia Mare, unde a jucat pentru HC Minaur.